# Nationaal park South Downs
Het Nationaal park South Downs (Engels: South Downs National Park) is de naam van het nationaal park dat in 2011 werd opgericht in de South Downs, een uit krijt bestaande heuvelrug nabij de zuidoostkust van Engeland. Het sterk golvende gebied is ongeveer 100 km lang en 670 km² groot en strekt zich uit van de Itchen Valley in het westen tot Beachy Head nabij Eastbourne in het oosten. De steile hellingen aan de noordzijde vormen de overgang naar het bosrijke Weald, die ook deel uitmaakt van het park.
In het oosten wordt de heuvelrug onderbroken door de kust van Het Kanaal waardoor de spectaculaire krijtrotsen van Seaford Head, de fotogenieke Seven Sisters, en Beachy Head - de hoogste krijtrots van Groot-Brittannië (162 meter)- zijn ontstaan. Vier rivieren doorsnijden de South Downs, namelijk de Arun, de Adur, de Ouse en de Cuckmere. Butser Hill, in de buurt van Petersfield is het hoogste punt (270 m), en is een natuurreservaat (National Nature Reserve). Andere natuurreservaten zijn: Kingley Vale, Ashford hangars, Ebernoe Common, Lewes Downs, Lullington Heath, Old Winchester Hill en Beacon Hill.
De South Downs zijn dunbevolkt, met uitzondering van de uitbreidingen van de toeristische kustplaatsen zoals Brighton and Hove. Toch is dit gebied reeds lang bewoond en in sommige periodes - zoals de Romeinse tijd - zelfs relatief dichtbevolkt. Dit blijkt uit de talrijke archeologische vondsten. Door de eeuwenlange begrazing door schapen en het gewoel van de konijnen in de dunne bovenlaag werd de begroeiing gedomineerd door karakteristieke fijne, korte grassen: de huidige natuurlijke begroeiing. Sinds de Tweede Wereldoorlog werd evenwel het omploegen van het grasland voor landbouw gestimuleerd, waardoor veel van het natuurlijk landschap en de biodiversiteit verdween. Dit leidde dan weer tot de creatie in 2011 van het nationaal park. De populaire South Downs Way, een langeafstandswandelpad, volgt de heuvelrug over zijn volledige lengte.

## Afbeeldingen

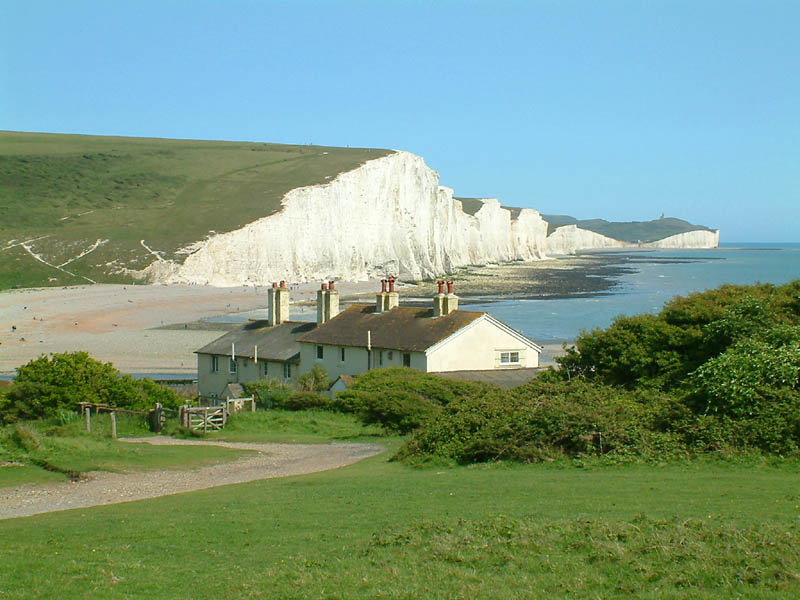
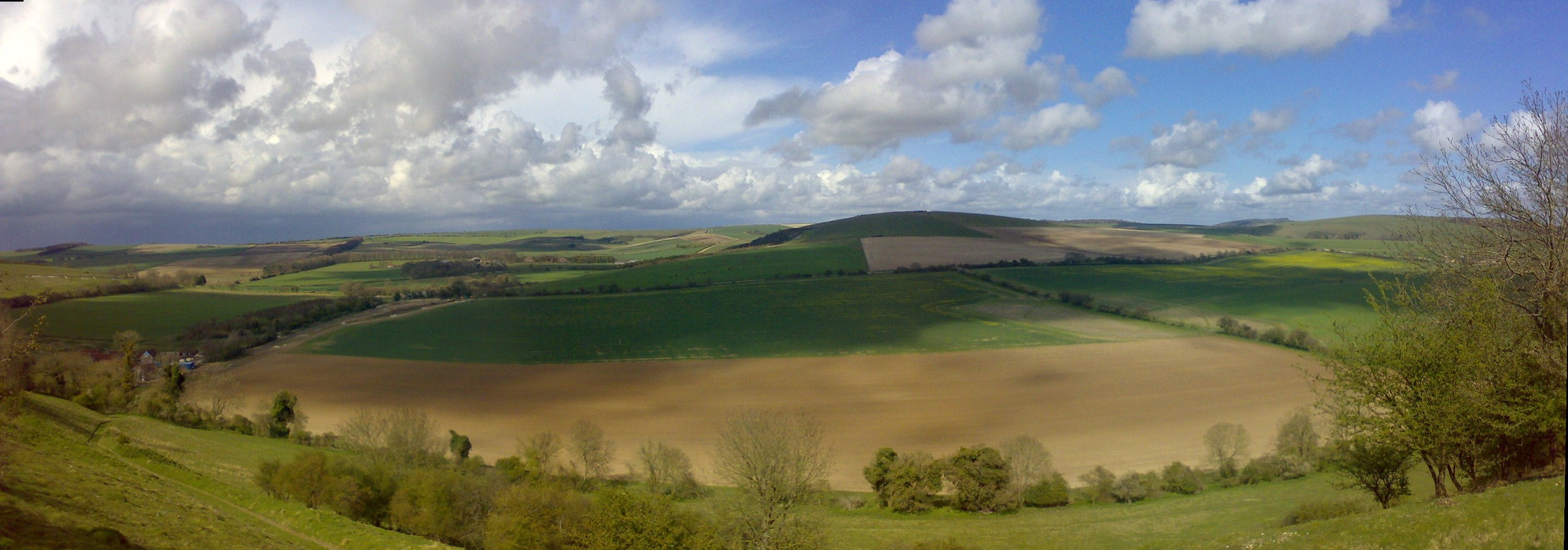
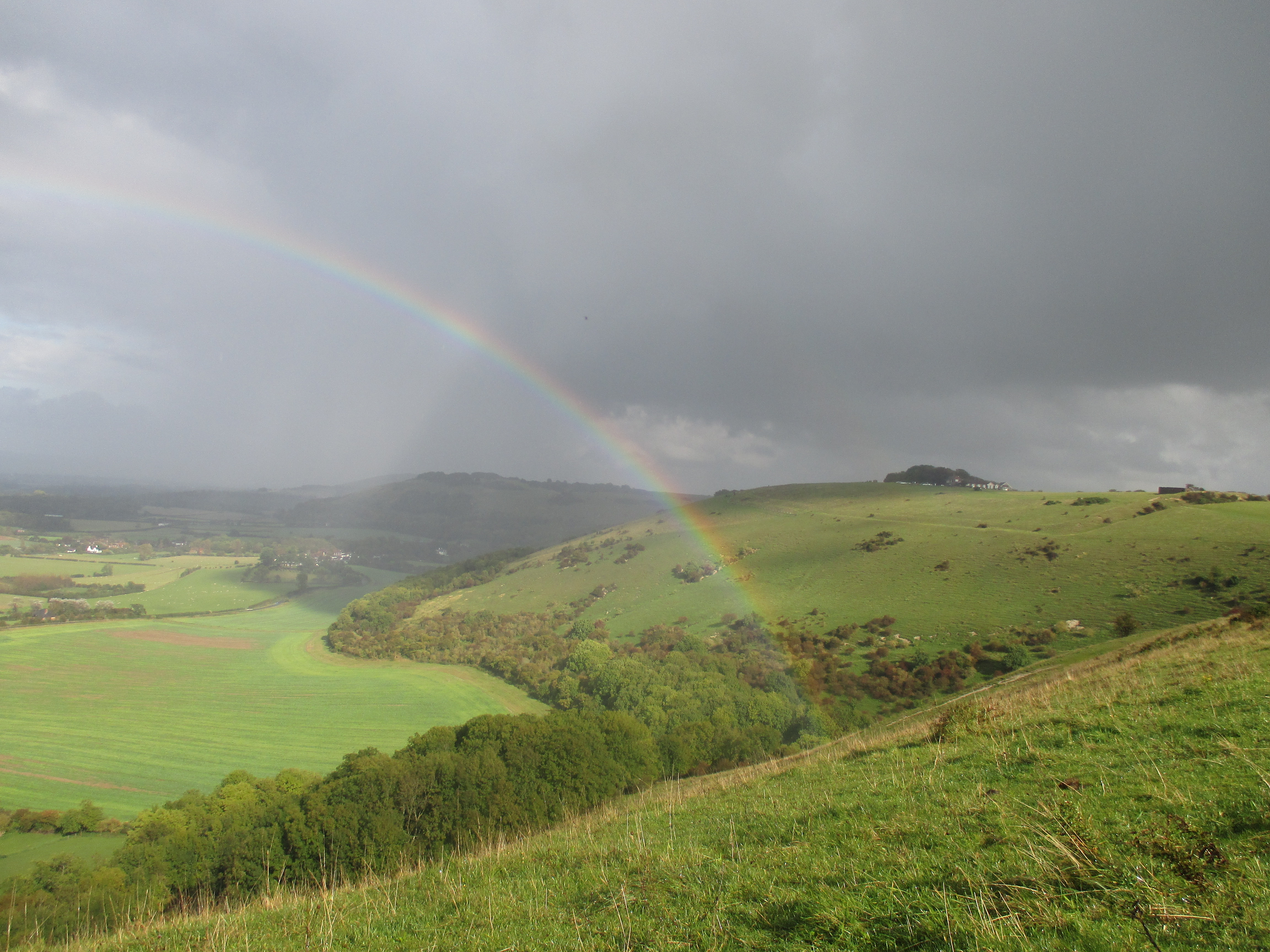
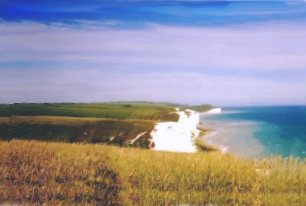
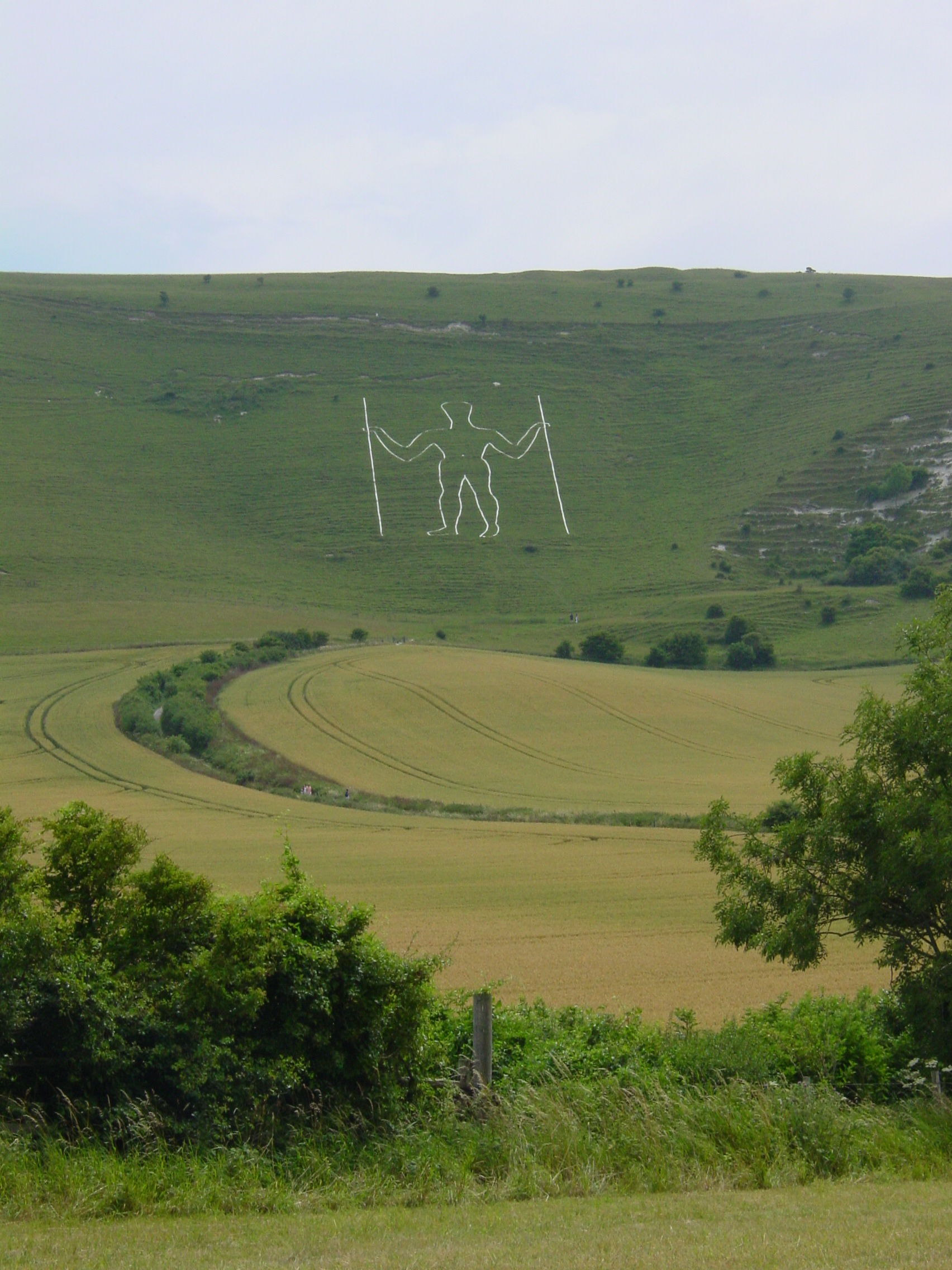
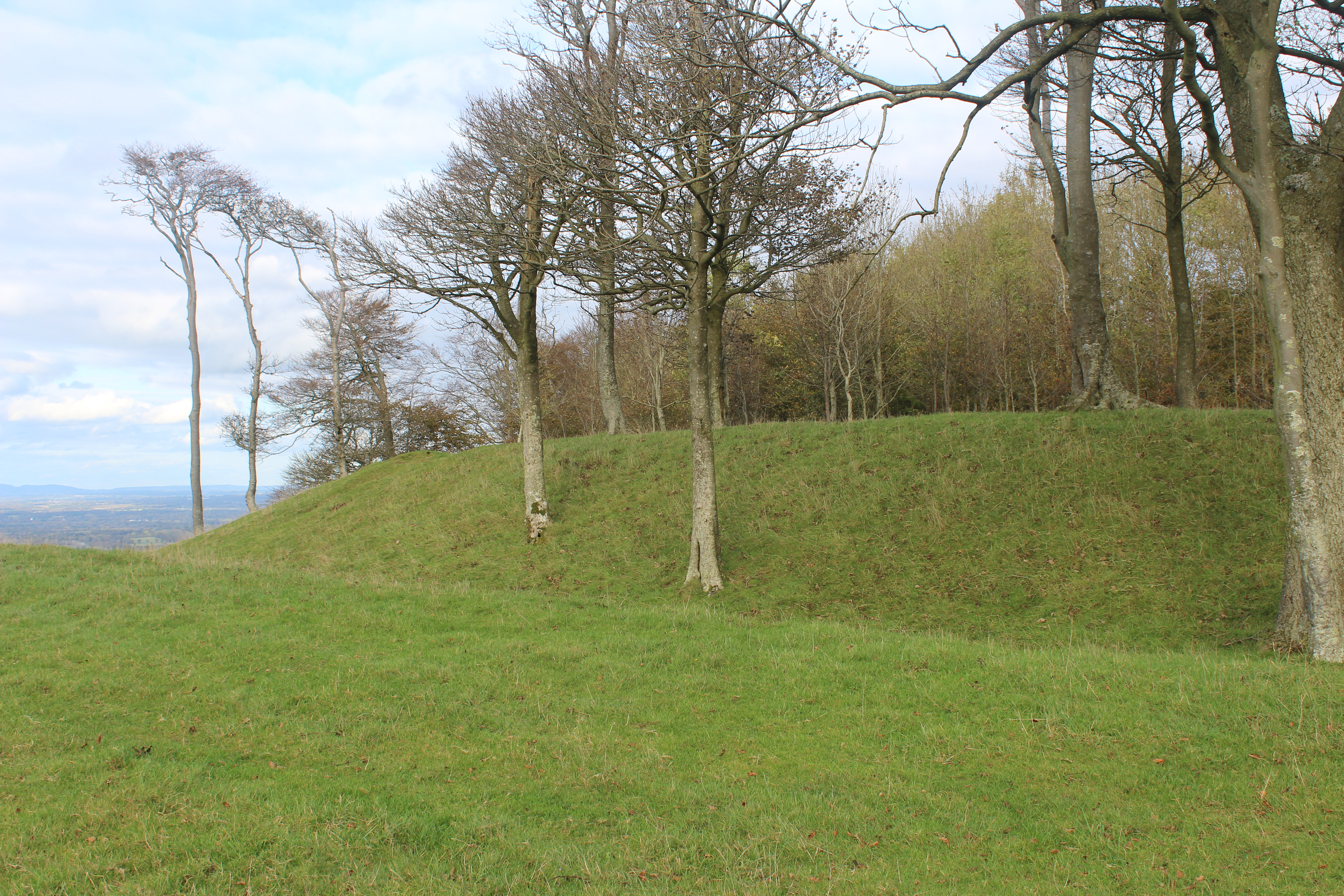

## Naam
Down ('beneden') lijkt een rare naam voor heuvels, maar het woord gaat terug op het Oud-Engelse 'dün', waar je de verwantschap met ons woord voor zandheuvel 'duin' in herkent. South: om onderscheid te maken met de North Downs die een 50-tal km noordelijker parallel ermee lopen.